# Жију
Жију (рум. Jiu) је река у југозападној Румунији која настаје спајањем река Западни и Источни Жију у близини града Петрошани. Тече кроз румунске округе Хунедоара, Горж и Долж, након чега се улива у Дунав западно од Бекета. Њена дужина износи 339 km, укључујући и њен изворишни крак Западни Жију, a површина слива 10.080 km².
Горња долина реке Жију, око Петрошанија и Лупенија, главни је регион за рударство угља у Румунији.

## Име
Прве записе везане за реку Жију дао је Херодот. Први назив реке био је Рабон (Rhabon) који се наводи у записима историчара Страбона и Плинија Старијег, а ток реке је први пут уцртао Клаудије Птоломеј из Александрије. Приликом формирање дачке државе, име реке је уписано као Гилпил или Гилфил. Садашње име реке први пут се појављује 1700. године на карти коју је израдио Константин Кантакузино.
По овој реци окрузи Долж и Горж су добили своје име. Долж или Должију (Доњи Жију) у преводу значи Жију у долини од словенске речи долина (Дол-жију), док Горж или Горжију (Горњи Жију) у преводу значи Жију на планини од словенске речи гора (Гор-жију).

## Географија
Жију настаје спајањем река Источни Жију и Западни Жију код Ливезенија, јужног дела града Петрошани у Петрошанској депресији. Западни Жију извире на планини Ретезат и назива се још Румунски Жију, док Источни Жију извире између планина Суреану и Паранг и назива се још Трансилванијски Жију. Од Ливезенија, где река Жију настаје, па до Бумбешти-Жијуа она се усеца између планина Валкан и Паранг формирајући импресивни кањон заштићен као национални парк кроз коју пролази железничка пруга и пут који повезује Олтенију са Петрошанском депресијом и Трансилванијом. Након кањона, река до свог ушћа протиче кроз историјску покрајину Олтенију. Даље, у поткарпатској депресији Таргу Жију, прима неколико притока као што су Шушица, Жалеш, Бистрица и Тисмана које дренирају јужне падине Валкана формирајући клисуре. Од Ровинарија до Крајове, Жију пресеца Гетски плато где прима своје најважније притоке притоке, Мотру са десне и Ђилорт и Амарадију са леве стране. Од Крајове до свог ушћа, Жију тече кроз Влашку низију где не прима веће притоке. У Дунав се улива западно од вароши Бекет, неколико километара узводно од бугарског града Орјахова.
Градови који се налазе дуж реке Жију, од извора до ушћа су Петрила, Петрошани (на Источном Жијуу), Урикани, Лупени, Вулкан (на Западном Жијуу), Бумбешти-Жију, Таргу Жију, Турчени, Филијаши и Крајова.
Водостај реке је велики у пролеће и рано лето због обилних падавина и отапања снега, па често долази до поплава. Просечан проток у месту Подари, низводно од Крајове, износи 94,7 m³/s. Највећи проток износи 2.000 m³/s који је забележен у октобру 1972. године, а најмањи 7,4 m³/s који је забележен октобра 1950. године.
Вода из Жијуа се у Петрошанској котлини користи за прање угља у производњи кокса, а у Рогожелуу, Турченима и Ишалници за потребе термоелектране и хемијске индустрије. Код Ровинарија преграђивањем реке створено је вештачко језеро Чауру у сврху заштите од поплава и акумулације воде за потребе рудника лигнита.